# Dark Roots of Earth
Dark Roots of Earth (с англ. — «Тёмные корни Земли») — одиннадцатый студийный альбом американской трэш-метал-группы Testament. Выпущен 27 июля 2012 года в Европе и четырьмя днями позже в Северной Америке. Его издал независимый лейбл Nuclear Blast Records.

## Об альбоме
Альбом издан в трех вариантах: CD, CD/DVD и на грампластинке. На последние две версии вошли 4 бонус-трека. Продюсером альбома выступил Энди Снип, который занимался звукорежиссурой и сведением предыдущих альбомов группы — The Gathering (1999) и The Formation of Damnation (2008). Обложку альбома нарисовал Элиран Кантор. Фотографированием участников группы для буклета занимался Джино Карлини. Для песни «Native Blood» был снят видеоклип.
Джин Хоглан, который играл на ударных в альбоме 1997 года Demonic, заменил Пола Бостафа для записи альбома, так как последний получил серьёзную травму. Крис Адлер из группы Lamb of God сыграл на ударных для бонусной песни, вошедшей в издание на iTunes.
| Совокупная оценка | Совокупная оценка |
| Источник          | Оценка            |
| ----------------- | ----------------- |
| Metacritic        | 82/100            |
| Оценки критиков   |                   |
| Источник          | Оценка            |
| About.com         | [ 6 ]             |
| Allmusic          | [ 7 ]             |
| Blabbermouth.net  | [ 8 ]             |
| Exclaim!          | благоприятный     |
| Revolver          | [ 10 ]            |
| Jukebox:Metal     | [ 11 ]            |

## Песни
Песня «Native Blood» была выпущена синглом 20 июля 2012 года, как для скачивания, так и в качестве ограниченного выпуска 7-дюймового сингла. На песню также был выпущен видеоклип. Испанская версия «Native Blood» под названием «Sangre Nativa» была выпущена второй песней сингла «Native Blood». Ранее «True American Hate» была выпущена для бесплатного скачивания.
«Native Blood» была описана как коренное американское наследие Билли. «True American Hate» была написана о распространении ненависти, особенно антиамериканизма, среди молодого поколения во всем мире, часто увековечиваемой их воспитанием. Билли описал «Cold Embrace» как песню о бытии «девушкой, которая становится вампиром и никогда больше не увидит солнце». Он добавил, что группа надеялась подать песню к фильму «Сумерки». «Dark Roots of Earth» была описана как метафора о группе. «Rise Up» — песня о войне.

## Реакция
Dark Roots of Earth получил всеобщее признание среди критиков. Райан Огл из Blabbermouth.net награждает альбом восемью с половиной звездами из десяти и заявляет: «Этот альбом — не что иное, как реинкарнация прошлой славы. Умелое взаимодействие между Алексом Сколником и Эриком Питерсоном, которое содержит захватывающую демонстрацию сложных и гармоничных партий, соло, играемых взад-и-вперед, цепких риффов и металлического совершенства — в центре этого альбома. Дуэт показывает все, что сделало их одной из самых грозных гитарных команд в конце 80-х — начале 90-х, в то же время помещая всё в современный контекст.» Огл также хвалит музыку как «энергетику, которая заметно отличается от её предшественника, больше склоняясь к их (теперь) классическим американским трэш-корням», в то же время описывая альбом как «2012 год с классическим и инновационным звучанием Testament». Альбом дебютировал на двенадцатой строчке американского хит-парада, что является лучшим результатом для группы и продался тиражом приблизительно в 20 000 копий в первую неделю продаж. К марту 2013 года в США было продано примерно 60 000 копий Dark Roots of Earth.

## Турне
Для продвижения альбома Testament отправились в тур по Соединенным Штатам и Канаде вместе с Anthrax с Death Angel на разогреве осенью 2012 года. Эти три группы уже гастролировали по США с осени 2011 года, когда Anthrax выступали в поддержку их альбома 2011 года Worship Music.
В январе и феврале 2013 года после концертов с Anthrax и Death Angel, Testament отправились в тур по США с Overkill, Flotsam and Jetsam и австралийской группой 4Arm.

## Список композиций
| №  | Название                      | Текст песни                 | Музыка                  | Длительность |
| -- | ----------------------------- | --------------------------- | ----------------------- | ------------ |
| 1. | «Rise Up»                     | Чак Билли                   | Эрик Питерсон           | 4:18         |
| 2. | «Native Blood»                | Билли, Дел Джеймс           | Питерсон                | 5:21         |
| 3. | «Dark Roots of Earth»         | Билли, Дел Джеймс, Питерсон | Питерсон, Алекс Сколник | 5:45         |
| 4. | «True American Hate»          | Билли, Стив Суза            | Питерсон, Сколник       | 5:26         |
| 5. | «A Day in the Death»          | Билли, Сколник, Суза        | Питерсон, Сколник       | 5:38         |
| 6. | «Cold Embrace»                | Билли, Джеймс               | Питерсон, Сколник       | 7:45         |
| 7. | «Man Kills Mankind»           | Билли, Джеймс               | Питерсон                | 5:05         |
| 8. | «Throne of Thorns»            | Билли, Джеймс               | Питерсон, Сколник       | 7:04         |
| 9. | «Last Stand for Independence» | Билли, Джеймс               | Питерсон                | 4:42         |

| №   | Название                                       | Текст песни              | Музыка                                       | Длительность |
| --- | ---------------------------------------------- | ------------------------ | -------------------------------------------- | ------------ |
| 10. | «Practice What You Preach» (re-recording 2012) | Билли, Питерсон, Сколник | Билли, Сколник, Питерсон, Кристиан, Клементе | 5:15         |

| №   | Название                              | Текст песни                  | Музыка            | Длительность |
| --- | ------------------------------------- | ---------------------------- | ----------------- | ------------ |
| 10. | «Dragon Attack» (Queen cover)         | Брайан Мэй                   | Мэй               | 4:44         |
| 11. | «Animal Magnetism» (Scorpions cover)  | Герман Раребелл, Клаус Майне | Рудольф Шенкер    | 5:56         |
| 12. | «Powerslave» (Iron Maiden cover)      | Брюс Дикинсон                | Дикинсон          | 6:51         |
| 13. | «Throne of Thorns» (extended version) | Билли, Джеймс                | Питерсон, Сколник | 7:41         |

| №   | Название                                 | Текст песни          | Музыка            | Длительность |
| --- | ---------------------------------------- | -------------------- | ----------------- | ------------ |
| 14. | «A Day in the Death» (feat. Chris Adler) | Билли, Сколник, Суза | Питерсон, Сколник | 5:41         |

## Участники записи
Группа
- Чак Билли — вокал
- Алекс Сколник — электрогитара
- Эрик Питерсон — электрогитара
- Грег Кристиан — бас-гитара
- Джин Хоглан — ударные, перкуссия

Сессионные музыканты
- Крис Адлер — ударные и перкуссия в песне «A Day in the Death» (бонусная песня в издании от iTunes)

Производство
- Энди Снип — производство, инжиниринг, запись, сведение, мастеринг
- Хуан Уртеага — дополнительная запись
- Testament — производство, сведение, мастеринг

Производство бонусных каверов
- Хуан Уртеага — запись, сведение
- Ник Чинбукас — дополнительная запись на «Dragon Attack»
- Пол Суарес — дополнительная запись на «Animal Magnetism», «Powerslave»
- Чак Билли — сведение
- Эрик Питерсон — сведение

Обложка и дизайн
- Элиран Кантор — обложка, буклет
- Эрик Питерсон — концепция обложки
- Джино Карлини — фотография

### Студии
- Driftwood Studios, Окленд (Калифорния), США — запись
- Backstage Studios, Дерби (Англия), Великобритания — запись
- Trident Studios, Мартинес (Калифорния), США — дополнительная запись, запись (бонус-каверы)
- Spin Studios, Нью-Йорк, США — дополнительная запись (бонус-каверы)

## Позиции в чартах
| Чарт                                          | Наивысшая позиция |
| --------------------------------------------- | ----------------- |
| Австрия (Ö3 Austria)                          | 21                |
| Бельгия/Фландрия (Ultratop)                   | 54                |
| Бельгия/Валлония (Ultratop)                   | 29                |
| Канада (Canadian Albums Chart)                | 12                |
| Дания (Hitlisten)                             | 29                |
| Нидерланды (Album Top 100)                    | 32                |
| Финляндия (Suomen virallinen lista)           | 4                 |
| Франция (SNEP)                                | 46                |
| Германия (Offizielle Top 100)                 | 4                 |
| Венгрия (MAHASZ)                              | 1                 |
| Япония (Oricon)                               | 56                |
| Норвегия (VG-lista)                           | 11                |
| Польша (ZPAV)                                 | 8                 |
| Испания (PROMUSICAE)                          | 57                |
| Швеция (Sverigetopplistan)                    | 8                 |
| Швейцария (Schweizer Hitparade)               | 10                |
| Великобритания (UK Albums Chart)              | 57                |
| Великобритания (UK Independent Albums Chart)  | 5                 |
| Великобритания (UK Rock & Metal Albums Chart) | 3                 |
| США (Billboard 200)                           | 12                |
| США (Billboard Independent Albums)            | 1                 |
| США (Billboard Top Hard Rock Albums)          | 1                 |
| США (Billboard Top Rock Albums)               | 1                 |
| США (Billboard Top Tastemaker Albums)         | 2                 |